# پادشاه نان ژو
پادشاه نان از ژو (به چینی: 周赧王) که گاهی با نام پادشاه یین ژو شناخته می‌شود؛ با نام شخصی جی یان (به چینی: 泄延)؛ سی‌وهفتمین و آخرین پادشاه دودمان ژو بود. او جانشین پدرش، پادشاه شنجینگ ژو شد و از ۳۱۴ پ. م تا زمان مرگش در ۲۵۶ پ. م به مدت ۵۹ سال سلطنت کرد. او طولانی‌ترین زمان حکومت را در دودمان ژو و تمام چین پیش از امپراطوری داشت. در زمان سلطنت پادشاه نان، پادشاهان ژو تقریباً تمام قدرت سیاسی و نظامی خود را از دست داده بودند، زیرا حتی سرزمین‌های مرکزی باقیمانده آن‌ها به دو ایالت یا بخش تقسیم شده بود که توسط اربابان فئودال رقیب رهبری می شد: ژو باختری، جایی که پایتخت، وانگ‌چنگ بود و ژو خاوری در چنگژو و کونگ قرار داشت. بنابراین، نان فاقد هرگونه قلمرو شخصی بود و عملاً تحت کنترل فئودال‌های محلی بود و اساساً به دست یاری آن‌ها متکی بود.
با این حال، قدرت نمادین و تشریفاتی نان مورد بحث است. از یک سو، ایالت‌های چینی عمدتاً فعالیت‌های پادشاه را نادیده می‌گرفتند و عناوین و آیین‌های سلطنتی را برای خود پذیرفته بودند، در حالی که سقوط دودمان عموماً پوشش و توجه اندکی در عصر خود داشت. این منجر به این فرض شد که دیگر هیچ قدرت نمادین یا ظاهری از قدرت سلطنتی برای نان باقی نمانده بود. از سوی دیگر، اکتشافات اخیر کتیبه‌ای و برخی گزارش‌ها در سوابق تاریخ‌دان بزرگ و ژان گوئو سی نشان می‌دهد که نان تا زمان مرگش همچنان به‌عنوان پسر آسمان مورد احترام بود. در هر صورت، آخرین پادشاه ژو موفق شد دودمان تضعیف شده خود را از طریق دیپلماسی و توطئه به مدت پنجاه و نه سال تا زمان خلع خود توسط ایالت چین و مرگ در ۲۵۶ پ. م حفظ کند.

## سلطنت
در آغاز سلطنت خود در سال ۳۱۴ پ. م، پادشاه نان پایتخت را از چنگژو به وانگ‌چنگ منتقل کرد. از آن زمان به بعد، سرزمین‌های اصلی ژو چندین بار توسط قدرت‌های خارجی که اولینشان حمله چیین به یی یانگ در ۳۰۷ پ. م بود، مورد تهاجم قرار گرفت. تنها مانورهای سیاسی مداوم و اتحادهای دائماً در حال تغییر پادشاه و اربابان فئودال، بقای ژو غربی و شرقی را تضمین می کرد، با این حال دو ایالت ژو اغلب با توطئه علیه یکدیگر خود را تضعیف می کردند. یک بار، چین قصد داشت نیروهای خود را از ژو شرقی و غربی برای حمله به هان حرکت دهد، به طوری که اربابان ژو می‌ترسیدند در جنگ بین دو ایالت گرفتار شوند. وزیر یان به پادشاه نان توصیه کرد که اگر هان برخی از قلمروها را به ژو واگذار کند و ژو تعدادی گروگان را به چو بفرستد سودمند خواهد بود. پس از آن، چین مشکوک شد که ایالت چو در طول کارزار خود علیه هان، قصد حمله به چین را دارد. در همان زمان، پادشاه ژو، همانطور که یان پیشنهاد کرد، باید به پادشاه چین توضیح دهد که هان به دلیل زمینی که به ژو داده شده بود، به ژو مشکوک بود که با چین توطئه کرده است. با این روش، پادشاه ژو قلمرو خود را افزایش می‌داد و از حرکت نیروهای چین در سرزمین خود اجتناب می‌کرد. در فرصتی دیگر، پادشاه نان برای بحث در مورد حمله به شهر نانیانگ هان به دربار سلطنتی چین فرخوانده شد. نان به جای پیروی از درخواست، با هان توطئه کرد تا راه بین ژو و چین را مسدود کند تا از بحث و گفتگو جلوگیری کند و از جنگ جلوگیری کند.
حکومت پادشاه نان نه تنها توسط قدرت‌های خارجی، بلکه به دلیل درگیری دائمی بین اربابان غرب و شرق ژو نیز مورد تهدید قرار گرفت. زمانی که آنها وارد جنگ می‌شدند، ایالت هان در ابتدا از اشراف غربی ژو حمایت کرد، اما به متحدان خود خیانت می‌کرد. نیروهای هان به جای نبرد با شرق ژو، وانگ‌چنگ و کاخ سلطنتی نان را غارت می‌کردند، در حالی که از جنگ با پسر آسمان، پادشاه نان اجتناب می‌کردند، زیرا آنها هنوز رسما "متحدان" بودند. با ضعیف شدن فزاینده ژو، حکومت پادشاه بیشتر توسط چین توسعه‌طلب به چالش کشیده می‌شد. در سال ۲۷۳ پ. م، ما فن با کمک گرفتن از پادشاه آنکسی وی، که دیواری برای ژو ساخت، طرحی برای محافظت از نه دیگ سه‌پایه یو بزرگ که نماینده اقتدار سلطنتی بودند، تهیه کرد. با این وجود، دودمان ژو نتوانست جلوی گسترش چین را بگیرد و پادشاهی نان تنها به این دلیل در امان ماند که حاکمان چین معتقد بودند که نابودی سرزمین پسر آسمان به نام آن‌ها آسیب خواهد رساند. نان و مقاماتش برای زنده ماندن حتی به عنوان جاسوس برای چین در توضیح تغییرات نظامی در ایالت هان، وی و ژائو فعالیت می‌کردند.

## سقوط
زمانی که چین شهر فوشو متعلق به هان، در مجاورت پایتخت سلطنتی باستانی ژو را اشغال کرد، نان و اربابان غرب ژو چنان از تهاجم قریب‌الوقوع ترسیدند که به اتحادی علیه چین پیوستند. غرب ژو به چین حمله کرد، اما به سرعت عقب رانده شد. وانگ‌چنگ سرانجام در ۲۵۶ پ. م فتح شد و پادشاه نان به شیان‌یانگ سفر کرد تا تسلیم پادشاه ژائوشیانگ چین شود. غرب ژو سپس توسط چین ضمیمه شد، در نتیجه نان به حاکم غرب ژو تنزل یافت. او که در وانگ چنگ زندانی شد، اندکی پس از آن درگذشت، "و آیین های دودمان ژو برای همیشه از بین رفت". چین نه دیگ‌ سه‌پایه را تصرف کرد و وارث نان، جی ون، را به دانهو تبعید کرد. خانواده سلطنتی جی و بسیاری از شهروندان غرب ژو سپس به شرق ژو گریختند، در آنجا آن‌ها و اربابان محلی حاکم ون ژو خاوری را پادشاه جدید اعلام کردند. حاکم ون هرگز در خارج از شرق ژو به عنوان پادشاه شناخته نشد، در نتیجه  نان به طور رسمی آخرین پادشاه قانونی ژو در نظر گرفته می‌شود. ون همراه با پسر نان، جی ژائو، رهبری مقاومت در برابر چین را بر عهده داشت، اما آنها به ترتیب در سالهای ۲۵۱ و ۲۴۹ پ. م شکست خوردند. شرق ژو توسط چین ضمیمه شد و دیگر هیچ یک از پسران نان متعاقباً ادعای عنوان پادشاهی دودمان ژو را نکردند. بقیه خانواده سلطنتی جی به ایالت ویی گریختند. بدین ترتیب دودمان ژو، بدون توجه خاصی از مردم و ایالات چین پایان یافت. با این حال، اندکی پس از مرگ نان، پادشاه چین از سقوط دودمان ژو به عنوان برهم زننده نظم آسمان و زمین ابراز تاسف کرد. به همین ترتیب، دانشمندان چین در لوشی چونچیو نوشتند:
امروزه، خاندان ژو ویران شده است، [نسل] پسران آسمان قطع شده است. هیچ آشفتگی بزرگتر از غیبت پسر آسمانی نیست. بدون پسر آسمان، قوی بر ضعیف چیره می‌گردد، بسیاری بر عده قلیلی مسلط می‌شوند، آنها برای آسیب رساندن به یکدیگر اسلحه به کار می‌گیرند و آسایشی ندارند.
زمانی که چین شی هوآنگ خود را نخستین امپراطور نامید؛ عنوان "پسر آسمان" را برای خود پذیرفت.